# Гентамицин
Гентамицинът (C21H43N5O7) е аминоглюкозиден антибиотик, който се използва за лечение на няколко вида бактериални инфекции. Има доказано ототоксично действие – т.е. уврежда слуха като унищожава VIII двойка черепно-мозъчни нерви. Приет върху кожата чрез крем, унгвент и пр. той е безопасен.
При плевропулмонарни форми: бронхит, явна бронхопневмония, белодробна пневмония, плеврит, емпиема; остри и хронични уринарни инфекции: цистит, пиелит, цистопиелит, пиелонефрит, инфекциозна литиаза (на малкия таз, уретра, пикочен мехур), уретрити, простатити, везикулити; при септични състояния: бактериемия, септисемия, септична пиемия, неонатален сепсис; инфекции на нервната система: менингит, менингоенцефалит и др.; при хирургически инфекции: абсцеси, флегмон. остеомиелит, травматични инфекции; при оториноларингологически инфекции: гнойни възпаления на средното ухо, синузит, мастоидитис, тонзилитис, фаринготонзилитис; при акушеро-гинекологични инфекции: септичен аборт, метритис, параметритис, саппингитис, салпинго-оваритис, тазов перитонит, мастит и др.; при изгаряния: при инфекции вследствие на тежки изгаряния и при кожни трансплантации, в съчетание с лекарствени форми за локално приложение.
При инфекции, причинени от предполагаеми или доказани грам-отрицателни микроорганизми, Gentamicin може да се разглежда като лекарство на избора. При тежки инфекции, животозастрашаващи пациента, Gentamicin може да се предписва в комбинация с бета-лактам антибиотици (карбеницилин или подобни вещества при инфекции, причинени от Pseudomonas aeruginosa и антибиотици от пеницилинов тип при ендокардити, причинени от стрептококи от група D).